# Operation: Mindcrime
| 전문가 평가                      | 전문가 평가 |
| 평가 점수                        | 평가 점수   |
| 출처                             | 점수        |
| -------------------------------- | ----------- |
| AllMusic                         | [ 2 ]       |
| Collector's Guide to Heavy Metal | 9/10        |
| Kerrang!                         | [ 4 ]       |
| Metal Forces                     | 9.5/10      |
| Rock Hard (GER)                  | 9.5/10      |
| The Rolling Stone Album Guide    | [ 7 ]       |

《Operation: Mindcrime》는 미국의 헤비 메탈 밴드 퀸스라이크의 세 번째 스튜디오 음반이다. 1988년 5월 3일에 처음 발매된 이 음반은 2003년 5월 6일에 두 개의 보너스 트랙과 2006년에 다시 디럭스 박스 세트로 재발매되었다.
《Operation: Mindcrime》은 콘셉트 음반이자 록 오페라이다. 그 이야기는 마약 중독자인 니키의 이야기를 따라간다. 니키는 그 시대의 부패한 사회에 환멸을 느끼고 마지못해 정치 지도자들의 암살자로서 혁명 단체와 연루된다. 1989년 1월, 그것은 《케랑!》 잡지의 "역사상 가장 위대한 헤비 메탈 음반 100장"에서 34위에 올랐다.
《Operation: Mindcrime》은 퀸스라이크의 획기적인 음반으로 빌보드 200에서 50위에 올랐고 싱글곡인 〈Eyes of a Stranger〉와 〈I't Believe in Love〉는 미국에서 이 밴드의 첫 번째 차트 히트곡으로 활동했다. 이 음반은 1989년 초 미국 음반 산업 협회에 의해 골드 인증을 받았으며 2년 후 플래티넘 인증을 받았다. 후속작, 《Operation: Mindcrime II》는 2006년 4월 4일에 발매되었다.

## 배경
《Operation: Mindcrime》은 소니 24 트랙 디지털 테이프 머신에 디지털로 녹음되었다. 이 음반은 또한 디지털 형식으로 믹스되고 마스터되었다.
이 밴드는 1988년 공연 장면을 이용하여 〈Speak〉라는 곡을 위한 일회성 홍보 비디오를 촬영했다. 그것은 그 이야기의 어떤 개념의 극화도 포함하지 않았다.
1990년 음반 《Empire》를 홍보하는 투어 동안, 《Operation: Mindcrime》은 전부 실행되었다. 이 무대 쇼는 비디오, 애니메이션, 게스트 가수 파멜라 무어가 시스터 메리 역을 맡았다. 《Operation: Livecrime》로 녹음된 음반이 발매되었다. 이 이야기는 MTV의 1989년 VHS 《Video: Mindcrime》에서 처음 다루어졌다.
2006년 《Operation: Mindcrime은》 디럭스 박스 세트로 재발매되었는데, 2003년 리마스터, 1990년 11월 15일 해머스미스 오데온에서 음반 전체를 재생한 라이브 CD, 1989년 《Video: Mindcrime》 및 보너스 클립이 포함된 보너스 DVD가 들어 있었다.

## 영감
이 음반에 대한 아이디어는 캐나다로 건너가 그와 친해진 퀘벡 분리주의 무장 운동 멤버들의 느슨한 이야기를 들은 후 제프 테이트에게 떠올랐고, 그들 중 일부는 폭격과 테러리즘에 관련된 조직에 속해 있었다. 그는 또한 과도한 마약 사용으로 인해 유기자가 된 친구들에 대한 그의 기억도 일부 포함시켰다. 테이트는 음반 뒤의 기본적인 줄거리를 만드는 동안 나머지 밴드 친구들을 일대일로 설득해야 했다. 크리스 디가모는 곧 이 프로젝트에 대한 그의 열정을 공유했고 나머지 밴드들도 결국 관심을 갖게 되었다.

## 곡 목록
| #  | 제목                      | 작사·작곡                               | 재생 시간 |
| -- | ------------------------- | --------------------------------------- | --------- |
| 1. | 〈I Remember Now〉        | 크리스 디가모, 제프 테이트, 마이클 윌튼 | 1:17      |
| 2. | 〈Anarchy—X (기악)〉      | 디가모                                  | 1:27      |
| 3. | 〈Revolution Calling〉    | 테이트, 윌튼                            | 4:42      |
| 4. | 〈Operation: Mindcrime〉  | 디가모, 테이트, 윌튼                    | 4:43      |
| 5. | 〈Speak〉                 | 테이트, 윌튼                            | 3:42      |
| 6. | 〈Spreading the Disease〉 | 테이트, 윌튼                            | 4:07      |
| 7. | 〈The Mission〉           | 디가모                                  | 5:45      |
| 8. | 〈Suite Sister Mary〉     | 디가모, 테이트                          | 10:41     |

| #   | 제목                        | 작사·작곡             | 재생 시간 |
| --- | --------------------------- | --------------------- | --------- |
| 9.  | 〈The Needle Lies〉         | 테이트, 윌튼          | 3:08      |
| 10. | 〈Electric Requiem〉        | 스콧 로큰필드, 테이트 | 1:22      |
| 11. | 〈Breaking the Silence〉    | 디가모, 테이트        | 4:34      |
| 12. | 〈I Don't Believe in Love〉 | 디가모, 테이트        | 4:23      |
| 13. | 〈Waiting for 22 (기악)〉   | 디가모                | 1:05      |
| 14. | 〈My Empty Room〉           | 테이트, 윌튼          | 1:25      |
| 15. | 〈Eyes of a Stranger〉      | 디가모, 테이트        | 6:39      |